# Revêtement immobilier
 (mars 2024).
Si vous disposez d'ouvrages ou d'articles de référence ou si vous connaissez des sites web de qualité traitant du thème abordé ici, merci de compléter l'article en donnant les références utiles à sa vérifiabilité et en les liant à la section « Notes et références ».

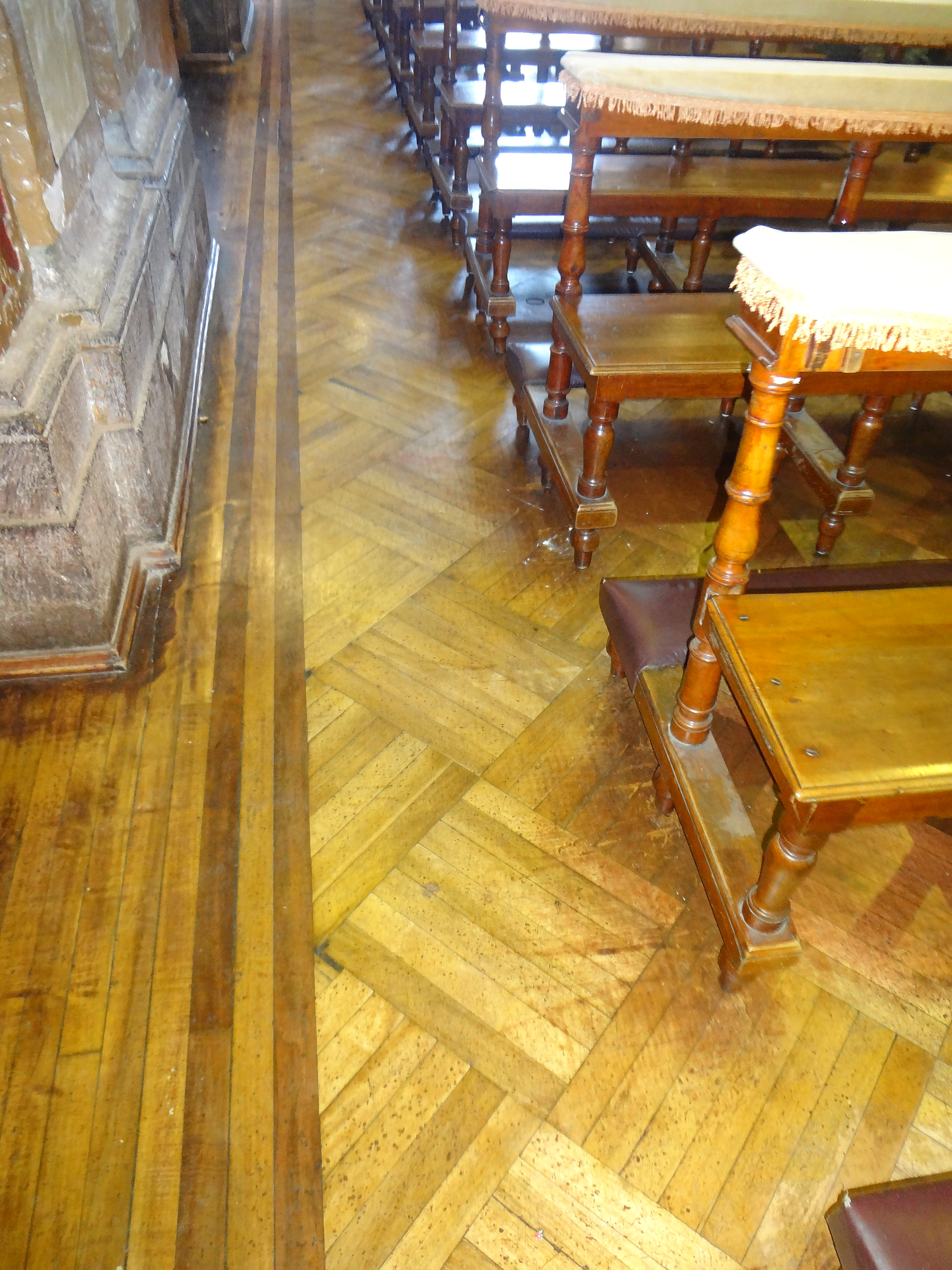
Parquet de la Capilla de Cantuña, une chapelle latérale de l', au Pérou.

Dans l'immobilier, les revêtements utilisés peuvent varier en fonction du support.

## Support

### Au sol
- Le carrelage, hygiénique (sauf dans les joints) et assez facile d'entretien, est courant dans les salles de bains, cuisines, etc.
- Le parquet, massif ou non, peut être fixé au sol ou simplement posé (on parle alors de parquet flottant). Il est apprécié dans les salons, salles à manger, etc.
- Le linoleum, hygiénique et facile d'entretien, est aujourd'hui principalement utilisé dans les salles de classe et autres lieux publics.
- Le sol plastique, bon marché, offre un grand choix de décors et de motifs, il se trouve dans toutes les pièces.
- La moquette, naturelle ou synthétique, assez délicate d'entretien, est utilisée surtout dans les chambres à coucher et les bureaux.
- Le sisal, le coir (coco), le lin, le jonc de mer, le bambou, etc. sont des revêtements d'origine naturelle, donc écologiques, aux bonnes qualités isolantes.
- Le béton, qui peut être teinté dans la masse, se trouve dans les garages ou certaines pièces à vivre contemporaines.
- La peinture (sur du béton ou un autre support), est présente surtout dans les garages, les parkings souterrains.
- La terre battue, rudimentaire, est plutôt utilisée dans des garages, les caves.

### Au mur
- Le carrelage, hygiénique et facile d'entretien, on l'utilise dans les pièces où il y a présence d'eau (salles de bain, cuisines).
- Le lambris (principalement en bois ou en PVC) corrige les imperfections d'une surface.
- Le papier peint, adapté à tous les usages et tous les budgets, il peut se trouver dans toutes les pièces à vivre.
- La toile de verre consolide une surface fragile, elle peut ensuite être peinte.
- Le tissu tendu est utile pour masquer les défauts d'un mur.
- La moquette murale, pourtant riche en variété de décors, est aujourd'hui peu utilisée. On la trouve encore dans certains ascenseurs.
- Le revêtement mural PVC est d'un entretien facile et simple et rapide à poser.
- La peinture, sur une surface brute ou retravaillée, est une solution de décoration pouvant être utilisée dans toute la maison.
- La brique, naturellement décorative, peut être laissée apparente.
- Le plâtre peut rester brut ou être recouvert de peinture, de papier peint, etc.

### Au plafond
- Le parquet de l'étage supérieur, avec ses solives, constitue un plafond traditionnel.
- Le papier peint, courant à une certaine époque, il est désormais rarement utilisé au plafond.
- La peinture est facile à mettre en œuvre sur une surface propre.
- Le lambris de couvrement est plus contraignant mais offre un décor différent.